# Kiều Anh
Kiều Anh (tên đầy đủ: Nguyễn Thị Kiều Anh) là một nữ diễn viên người Việt Nam, nổi tiếng qua vai Nhung trong bộ phim Phía trước là bầu trời. Năm 2019, Kiều Anh được trao tặng danh hiệu Nghệ sĩ ưu tú với những cống hiến trong sự nghiệp xây dựng và phát triển nền văn hóa dân tộc.

## Tiểu sử
Kiều Anh sinh năm 1981 tại tỉnh Thái Nguyên, Việt Nam. Năm 13 tuổi, cô thi đỗ khoa múa Trường Đại học Văn hóa - Nghệ thuật Quân đội. Năm 17 tuổi, Kiều Anh phục vụ trong đoàn văn công biểu diễn thường xuyên trong bộ đội biên phòng. Năm 2004, Kiều Anh vào biên chế hoạt động tại Nhà hát Ca múa nhạc Việt Nam, làm nhiệm vụ tiếp đón lãnh đạo nước ngoài. Từ năm 2011, cô chuyển sang đảm nhiệm đạo diễn sân khấu cho cơ quan này.

## Sự nghiệp
Sau nhiều năm cống hiến cho nghệ thuật, vào năm 2019, Kiều Anh được trao tặng danh hiệu Nghệ sĩ ưu tú của Việt Nam.
Dù xuất phát điểm là nghệ sỹ múa, nhưng Kiều Anh bén duyên với nghề diễn viên thông qua nhiều vai diễn trên truyền hình, đầu tiên là vai Nhung trong bộ phim Phía trước là bầu trời, phát sóng năm 2001 trên kênh VTV3 của Đài truyền hình Việt Nam. Vai diễn Nhung là một trong những vai diễn thành công nhất trong sự nghiệp diễn xuất của cô.

## Vai diễn

### Điện ảnh
| Năm  | Tựa phim                         | Vai diễn            | Đóng chung | Ghi chú          |
| ---- | -------------------------------- | ------------------- | --- | ---------------- |
| 2001 | Phía trước là bầu trời           | Nhung               | Thu Nga, Hà Hương, Kiều Thanh, Trí Đức                                                                                              | Phim truyền hình |
| 2003 | May ơi là may                    | Nga                 | NSƯT Đức Khuê | Phim truyền hình |
| 2003 | Người thừa của dòng họ           |                     | Quốc Tuấn | Phim truyền hình |
| 2004 | Ký ức Điện Biên                  | Mây - Vân           | Phạm Quang Ánh, Lê Nuôi, Isaack Lê                                                                                                  | Phim điện ảnh    |
| 2005 | Con đường khát                   | Khánh               | Xuân Tùng, Diệu Thuần, Phương Thanh, Trần Thụ, Thanh Chi, Khôi Nguyên, Hồng Quang, Phan Anh                                         | Phim truyền hình |
| 2005 | Một lần đi bụi                   | Linh                | | Phim truyền hình |
| 2006 | Tình yêu chia sẻ                 | Mai                 | Hồng Quang | Phim truyền hình |
| 2012 | Những công dân tập thể           | Dương               | NSND Như Quỳnh, NSƯT Trung Anh, NSƯT Minh Hằng, NSƯT Quốc Trị, NSƯT Lan Hương, Công Dũng                                            | Phim truyền hình |
| 2012 | Hai phía chân trời               | Liên                | Xuân Bắc, Kiều Thanh, NSUT Mạnh Cường, Lê Vũ Long, Vi Cầm                                                                           | Phim truyền hình |
| 2015 | Huyền thoại Mường trời           | Nàng BAN            | Bảo Anh, NSƯT Hoàng Mai | Phim điện ảnh    |
| 2016 | Giọt nước mắt muộn màng          | Hà                  | Lâm Vissay, Thiện Tùng, Thúy An | Phim truyền hình |
| 2018 | Tình khúc bạch dương             | Hoa                 | Nhã Phương, Chi Bảo, Thanh Mai, Lê Vũ Long, Hoa Thúy, Huỳnh Anh, Bình An, Quang Tuấn, Phan Minh Huyền                               | Phim truyền hình |
| 2018 | Phía trước là cả một đời phán xử | Nhung               | Thu Nga, Hà Hương, Hồng Đăng, Mạnh Trường, Việt Anh                                                                                 | Phim ngắn        |
| 2020 | Hồ sơ cá sấu                     | Nguyệt              | Mạnh Trường, Phan Minh Huyền, Việt Anh, Doãn Quốc Đam, NSƯT Hoàng Hải, Bảo Anh, Lan Phương                                          | Phim truyền hình |
| 2021 | Song song                        | mẹ Phong            | Nhã Phương, Trương Thế Vinh, Tiến Luật, Khương Ngọc, Hoàng Phi                                                                      | Phim điện ảnh    |
| 2021 | Ngày mai bình yên                | Dì Mai              | Trung Hiếu, Thúy Hà, Kiều My, Tố Uyên, Quang Trọng, Quốc Trị, Phùng Tiến Minh, Đỗ Duy Nam, Chí Nhân                                 | Phim truyền hình |
| 2023 | Gia đình mình vui bất thình lình | Bảo Phương          | NSND Bùi Bài Bình, NSND Lan Hương, Lan Phương, Khả Ngân, Quang Sự, Thanh Sơn, Doãn Quốc Đam                                         | Phim truyền hình |
| 2024 | Trạm cứu hộ trái tim             | Bà Hạ Lan (hồi trẻ) | NSND Thu Hà, NSƯT Phạm Cường, NSND Mỹ Uyên, Hồng Diễm, Quang Sự, Thúy Diễm, Trương Thanh Long, Lương Thu Trang, Vũ Tuấn Việt        | Phim truyền hình |
| 2025 | Cha tôi, người ở lại             | Quyên               | Bùi Như Lai, Thái Sơn, Thu Quỳnh, Minh Tiệp, Trần Nghĩa, Thái Vũ, Nguyễn Hoàng Ngọc Huyền, Kiên Trần, Lương Thu Trang, Vũ Tuấn Việt | Phim truyền hình |

### MV
- Một lần và mãi mãi - Mỹ Tâm
- 2018 - Lạy mẹ Quan Âm (ca sĩ Thu Hằng, đạo diễn Lê Việt Hương, bạn diễn Ngọc Tản)[3]

## Giải thưởng
Giải thưởng múa:
| Năm  | Giải thưởng                                                                                 | Tác phẩm đoạt giải          | Trao bởi                                        |
| 2012 | Huy chương Vàng Liên hoan Ca, Múa, Nhạc chuyên nghiệp toàn quốc – 2012 đợt II               | Múa "Vọng nguyệt"           | Bộ Văn hóa, Thể thao và Du lịch                 |
| 2012 | Huy chương Vàng Liên hoan Ca, Múa, Nhạc chuyên nghiệp toàn quốc – 2012 đợt II               | Múa "Hạt Thóc Vàng"         | Bộ Văn hóa, Thể thao và Du lịch                 |
| 2012 | Huy chương Vàng Liên hoan Ca, Múa, Nhạc chuyên nghiệp toàn quốc – 2012 đợt II               | Múa "Sóng lụa ven đô"       | Bộ Văn hóa, Thể thao và Du lịch                 |
| 1999 | Huy chương Vàng Liên hoan Ca, Múa, Nhạc chuyên nghiệp toàn quốc 1999 - 2000                 | Múa "Xuân về trên đỉnh núi" | Bộ Văn hóa, Thể thao và Du lịch                 |
| 2003 | Huy chương Vàng Hội thi biểu diễn múa và âm nhạc dân tộc toàn quân lần thứ 2 tháng 5 - 2003 | Múa "Lớp học biên cương"    | Tổng cục Chính trị - Quân đội Nhân Dân Việt Nam |

Giải thưởng Điện ảnh/ Phim truyền hình:
| Năm  | Tựa phim                         | Vai diễn   | Giải thưởng/ Đề cử |
| ---- | -------------------------------- | ---------- | --- |
| 2001 | Phía trước là bầu trời           | Nhung      | Giải phim truyền hình hay nhất năm 2001 |
| 2003 | May ơi là may                    | Nga        | Giải phim truyện ngắn hay nhất năm 2003 |
| 2018 | Tình khúc bạch dương             | Hoa        | Đề cử VTV Award |
| 2023 | Gia đình mình vui bất thình lình | Bảo Phương | Diễn viên nữ ấn tượng VTV Award Nữ diễn viên truyền hình nổi bật của năm (Vinh danh các gương mặt nghệ sĩ tiêu biểu và một số cuốn sách nổi bật lĩnh vực Nghệ thuật biểu diễn, văn học năm 2023) |